# Tereșkivți, Horohiv
Tereșkivți (în ucraineană Терешківці) este localitatea de reședință a comunei Tereșkivți din raionul Horohiv, regiunea Volînia, Ucraina.

## Demografie
Componența lingvistică a localității Tereșkivți
     Ucraineană (99,41%)
     Alte limbi (0,2%)
Conform recensământului din 2001, majoritatea populației localității Tereșkivți era vorbitoare de ucraineană (99,41%), existând în minoritate și vorbitori de alte limbi.